# 奈良市立大安寺小学校
奈良市立大安寺小学校（ならしりつ だいあんじしょうがっこう）は、奈良県奈良市大安寺二丁目にある公立小学校。

## 沿革
- 1874年（明治7年）4月 - 真言院境内で開校。
- 1875年（明治8年）6月 - 盛明館と改称。
- 1876年（明治9年）4月 - 大安寺小学校と改称。
- 1880年（明治13年）11月 - 公立大安寺小学校と改称。
- 1887年（明治20年）4月 - 大安寺尋常小学校と改称。
- 1900年（明治33年）5月 - 大安寺尋常高等小学校と改称。
- 1941年（昭和16年）4月 - 奈良県添上郡大安寺国民学校と改称。
- 1947年（昭和22年）4月 - 大安寺村立大安寺小学校と改称。
- 1951年（昭和26年）4月 - 奈良市立大安寺小学校と改称。

## 通学区域
- 大安寺一丁目、大安寺二丁目、大安寺三丁目、大安寺四丁目、大安寺五丁目、大安寺六丁目、大安寺七丁目、東九条町の一部（岩井川以北）、八条一丁目、八条二丁目、八条三丁目[1]

※卒業後は基本的に奈良市立春日中学校に進学する。

## 通学区域が隣接している学校
- 奈良市立済美小学校
- 奈良市立済美南小学校
- 奈良市立辰市小学校
- 奈良市立都跡小学校
- 奈良市立大安寺西小学校